# Vigilantibus non dormientibus iura succurrunt
Vigilantibus non dormientibus iura succurrunt è una locuzione latina che tradotta letteralmente significa il diritto viene in soccorso di coloro che restano vigili, non di coloro che dormono.
Significa che per vedere effettivamente ed efficacemente tutelati i propri diritti non è sufficiente avere la legge dalla propria parte: è anche necessario che l'interessato si attivi prontamente per difenderli. 
Il principio espresso dal brocardo (il primato dell'iniziativa di parte nella tutela dei propri diritti) sta alla base dei sistemi democratico-liberali, ed assume particolare rilievo negli ordinamenti, come quello italiano, che prevedono specifiche decadenze nel corso dell'iter processuale (in specie per quanto riguarda il processo civile).